# AnimeCon
Animecon est une ancienne convention d'anime qui avait lieu à San José.

## Histoire
En 1991, l'évènement avait accueilli environ 2000 personnes.
Depuis 2004, l'évènement est remplacé par Famicon.